# 931 Whittemora
931 Whittemora eller 1920 GU är en asteroid i huvudbältet, som upptäcktes 19 mars 1920 av den franske astronomen François Gonnessiat i Alger. Den har fått sitt namn efter Thomas Whittemorer.
Asteroiden har en diameter på ungefär 45 kilometer.